# Definiciones de filosofía
Las definiciones de filosofía tienen como objetivo determinar lo que todas las formas de filosofía tienen en común y cómo distinguir la filosofía de otras disciplinas. Se han propuesto muchas definiciones diferentes, pero hay muy poco acuerdo sobre cuál es la correcta. Algunas características generales de la filosofía son ampliamente aceptadas, por ejemplo, que es una forma de investigación racional que es sistemática, crítica y tiende a reflexionar sobre sus propios métodos. Pero tales características suelen ser demasiado vagas para dar una definición adecuada de la filosofía. Muchas de las definiciones más concretas son muy controvertidas, a menudo porque son revisionistas en el sentido de que niegan la etiqueta "filosofía" a varias subdisciplinas para las que normalmente se usa. Tales definiciones generalmente solo son aceptadas por filósofos pertenecientes a un movimiento filosófico específico. Una de las razones de estas dificultades es que el significado del término "filosofía" ha cambiado a lo largo de la historia: solía incluir las ciencias como sus subdisciplinas, que se consideran disciplinas distintas en el discurso moderno. Pero incluso en su uso contemporáneo, sigue siendo un término amplio que abarca muchos subcampos diferentes.
Una distinción importante entre los enfoques para definir la filosofía es entre el deflacionismo y el esencialismo. Los enfoques deflacionistas la ven como un término general vacío, mientras que los enfoques esencialistas sostienen que hay un cierto conjunto de rasgos característicos compartidos por todas las partes de la filosofía. Entre estos dos extremos, se ha argumentado que estas partes están relacionadas entre sí por parecido de familia, aunque no todas comparten los mismos rasgos característicos. Algunos enfoques intentan definir la filosofía en función de su método al enfatizar su uso del razonamiento puro en lugar de la evidencia empírica. Otros se centran en la amplitud de su tema, ya sea en el sentido de que incluye casi todos los campos o basándose en la idea de que se ocupa del mundo en su conjunto o de las grandes cuestiones. Estos dos enfoques también pueden combinarse para dar una definición más precisa basada tanto en el método como en el tema.
Muchas definiciones de la filosofía se centran en su estrecha relación con la ciencia. Algunos la ven como una verdadera ciencia, centrándose, por ejemplo, en las esencias de las cosas y no en cuestiones empíricas de hecho, en contraste con la mayoría de las otras ciencias, o en su nivel de abstracción al hablar de patrones empíricos de muy amplio alcance en lugar de observaciones particulares. Pero dado que la filosofía parece carecer del progreso que se encuentra en las ciencias regulares, varios teóricos han optado por una definición más débil al ver a la filosofía como una ciencia inmadura que aún no ha encontrado su base segura. Esta posición puede explicar tanto la falta de progreso como el hecho de que varias ciencias solían pertenecer a la filosofía, cuando todavía estaban en sus etapas provisionales. Tiene la desventaja de degradar la práctica filosófica en relación con las ciencias.
Otros enfoques ven la filosofía más en contraste con las ciencias como preocupada principalmente por el sentido, la comprensión o la clarificación del lenguaje. Esto puede tomar la forma del análisis del lenguaje y cómo se relaciona con el mundo, de la búsqueda de las condiciones necesarias y suficientes para las aplicaciones de los términos técnicos, como una forma de terapia que trata de disipar las ilusiones debidas a la estructura confusa del lenguaje natural o como la tarea de identificar qué comprensión preontológica del mundo ya tenemos y qué condiciones a priori de posibilidad gobiernan toda experiencia. Una perspectiva de la filosofía que prevalece en el discurso antiguo la ve como el amor a la sabiduría expresado en la práctica espiritual de desarrollar la capacidad de razonamiento para llevar una vida mejor. Un enfoque estrechamente relacionado sostiene que la articulación de cosmovisiones es la tarea principal de la filosofía. Otras concepciones enfatizan la naturaleza reflexiva de la filosofía, por ejemplo, como pensamiento sobre el pensamiento o como una apertura a cuestionar cualquier presuposición.

## Características generales y fuentes de desacuerdo
El problema de definir la filosofía se refiere a la cuestión de qué tienen en común todas las formas de filosofía, es decir, en cómo la filosofía difiere de la no filosofía u otras disciplinas, como las ciencias empíricas o las bellas artes. Una dificultad se debe al hecho de que el significado del término "filosofía" ha cambiado mucho en la historia: se usaba en un sentido mucho más amplio para referirse a cualquier forma de investigación racional antes de la era moderna. En este sentido, incluía muchas de las ciencias individuales y las matemáticas, que hoy en día no se consideran parte de la filosofía. Por ejemplo, el libro "Philosophiæ Naturalis Principia Mathematica" de Isaac Newton, que formula las leyes de la mecánica clásica, lleva el término en su título. Las definiciones modernas de la filosofía, como se discuten en este artículo, tienden a centrarse en cómo se usa el término hoy en día, es decir, en un sentido más estricto. Algunas caracterizaciones básicas de la filosofía son ampliamente aceptadas, como que se trata de un estudio crítico y en su mayoría sistemático de una gran variedad de áreas. Otras caracterizaciones similares incluyen que busca descubrir verdades fundamentales en estas áreas utilizando un enfoque razonado, mientras también reflexiona sobre sus propios métodos y estándares de evidencia. Tales caracterizaciones logran caracterizar muchas o todas las partes de la filosofía. Este es un logro importante, ya que el dominio de la filosofía es muy amplio y abarca casi todos los campos, lo que se refleja en sus subdisciplinas denominadas "filosofía de...", como la filosofía de la ciencia, de la mente, del derecho, de la religión o de la pornografía. El problema con tales caracterizaciones generales es que suelen ser demasiado vagas: se aplican no solo a la filosofía sino también a algunas disciplinas no filosóficas y, por lo tanto, no logran distinguir la filosofía de ellas.
Para superar estas dificultades, se han propuesto varias definiciones más específicas de la filosofía. La mayoría de ellas son controvertidas. En muchos casos, solo son aceptadas por los filósofos pertenecientes a un movimiento filosófico, pero no por otros. Las concepciones más generales a veces se denominan concepciones descriptivas, en contraste con las concepciones prescriptivas más específicas. Las concepciones descriptivas tratan de dar cuenta de cómo se usa realmente el término "filosofía" o qué hacen realmente los filósofos en el sentido más amplio. Las concepciones prescriptivas, por otro lado, pretenden clarificar que la filosofía idealmente es o debería ser, incluso si lo que los filósofos realmente hacen a menudo se queda atrás de este ideal. Este tema es particularmente controvertido, ya que los distintos movimientos filosóficos suelen divergir mucho en lo que consideran buena filosofía. A menudo son revisionistas en el sentido de que muchas presuntas partes de la filosofía, pasadas y presentes, no merecerían el título de "filosofía" si fueran verdaderas.
Algunas definiciones de la filosofía se centran principalmente en las características de la actividad de hacer filosofía, como esforzarse hacia el conocimiento. Otras se centran más en las teorías y sistemas a los que se llega de esta manera. En este sentido, los términos "filosofía" y "filosófico" pueden aplicarse tanto a un proceso de pensamiento, como a los resultados de esta actividad en forma de teorías, o incluso a formas contemplativas de vida que reflejan tales teorías. Otro enfoque común es definir la filosofía en relación con la tarea o el objetivo que pretende alcanzar, como responder a cierto tipo de preguntas o llegar a un determinado tipo de conocimiento.
La dificultad de definir la "filosofía" se refleja también en el hecho de que las introducciones a la filosofía a menudo no comienzan con una definición precisa, sino que la introducen proporcionando una visión general de sus numerosas ramas y subcampos, como la epistemología, la ética, la lógica y la metafísica. La disciplina conocida como metafilosofía tiene como uno de sus principales objetivos aclarar la naturaleza de la filosofía. Fuera del contexto académico, el término "filosofía" se utiliza a veces en un sentido inespecífico para referirse a ideas o directrices generales, como la filosofía empresarial de una compañía, la filosofía de liderazgo de un empresario o la filosofía de enseñanza de un maestro.

## Deflacionismo, esencialismo y parecido de familia
Una distinción importante entre las definiciones de la filosofía es entre el deflacionismo y el esencialismo. El enfoque deflacionista sostiene que la filosofía es un término general vacío. Los decanos y los bibliotecarios lo utilizan por conveniencia para agrupar diversas formas de investigación. Este enfoque suele estar motivado por las dificultades persistentes para dar una definición satisfactoria. Según este punto de vista, la filosofía no tiene una esencia precisa compartida por todas sus manifestaciones. Una dificultad con el enfoque deflacionista es que no sirve para resolver desacuerdos sobre si una determinada teoría o actividad nueva califica como filosofía, ya que esto parecería ser una mera cuestión de convención. Otra es que implica que el término "filosofía" es bastante vacío o sin sentido.
A este enfoque se oponen los esencialistas, que sostienen que un conjunto de rasgos constituye la esencia de la filosofía y caracteriza todas y solo sus partes. Muchas de las definiciones basadas en el tema, el método, su relación con la ciencia o con el sentido y la comprensión son concepciones esencialistas de la filosofía. Son controvertidas, ya que a menudo excluyen varias teorías y actividades que suelen tratarse como parte de la filosofía.
Estas dificultades con el enfoque deflacionista y el esencialista han movido a algunos filósofos hacia un punto intermedio, según el cual las diferentes partes de la filosofía se caracterizan por parecido de familia. Esto significa que las diversas partes de la filosofía se parecen entre sí al compartir varios rasgos. Pero partes diferentes comparten rasgos diferentes entre sí, es decir, no todas comparten los mismos rasgos. Este enfoque puede explicar tanto que el término "filosofía" tiene alguna sustancia, es decir, que no se basa solo en una convención vacía, como que algunas partes de la filosofía pueden diferir mucho entre sí, por ejemplo, que algunas partes son muy similares a las matemáticas, mientras que otras casi pertenecen a las ciencias naturales y la psicología. Este enfoque tiene la desventaja de que deja vaga la definición de la filosofía, lo que hace difícil determinar si los casos no paradigmáticos pertenecen a la filosofía o no, es decir, que no hay una distinción clara.

## Basado en el método y el tema
Dos aspectos importantes para distinguir la filosofía de otras disciplinas han sido su tema o dominio de investigación y su método. El problema con estos enfoques suele ser que o son demasiado amplios, es decir, incluyen en su definición varias otras disciplinas, como las ciencias empíricas o las bellas artes, o son demasiado estrechos al excluir varias partes de la filosofía. Algunos han argumentado que su método se centra en el conocimiento a priori, es decir, que la filosofía no depende de observaciones empíricas y experimentos. En cambio, tal enfoque basa la justificación filosófica principalmente en el razonamiento puro, de forma similar a como la elaboración de teorías matemáticas se basa en demostraciones matemáticas y en contraste con el método científico basado en evidencia empírica. Esta forma de hacer filosofía a menudo se denomina filosofía de sillón, ya que se puede hacer desde la comodidad del sillón sin ningún trabajo de campo. Pero esta caracterización por sí sola no es suficiente como definición, ya que se aplica igualmente a otros campos, como las matemáticas. Dar una descripción más precisa del método, por ejemplo, como análisis conceptual o investigación fenomenológica, por otro lado, resulta en una definición demasiado estrecha que excluye varias partes de la filosofía.
Las definiciones que se centran en el ámbito de la investigación o el tema de la filosofía suelen enfatizar su amplio alcance en contraste con las ciencias individuales. Según Wilfrid Sellars, por ejemplo, la filosofía tiene como objetivo "comprender cómo se relacionan, en el sentido más amplio posible del término, las cosas, en el sentido más amplio posible del término". Definiciones similares se centran en cómo la filosofía se ocupa del conjunto del universo o, al menos, de las grandes cuestiones sobre la vida y el mundo. Tales intentos generalmente resultan en una definición que es demasiado amplia y puede incluir tanto algunas ciencias naturales como algunas formas de bellas artes y literatura. Por otro lado, también pueden ser demasiado estrechos, ya que algunos temas filosóficos se refieren a cuestiones muy específicas que no abordan directamente las grandes cuestiones o el mundo en su conjunto.
Debido a estas dificultades, los filósofos a menudo han tratado de combinar caracterizaciones metodológicas y temáticas en sus definiciones. Esto puede suceder, por ejemplo, al enfatizar la amplitud de su campo de investigación, para distinguirla de las otras ciencias individuales, junto con su método racional, para distinguirla de las bellas artes y la literatura. Tales enfoques suelen tener más éxito en determinar la extensión correcta del término, pero tampoco resuelven completamente este problema.

## Basado en la relación con la ciencia
Varias definiciones de la filosofía enfatizan su estrecha relación con la ciencia, ya sea viéndola en sí misma como una ciencia o caracterizando el papel que desempeña para la ciencia. La plausibilidad de tales definiciones depende de la amplitud con la que debe entenderse el término "ciencia". Si se refiere a las ciencias naturales, tales definiciones suelen ser bastante controvertidas. Pero si la ciencia se entiende en un sentido muy amplio como una forma de investigación racional que incluye tanto las ciencias formales como las humanidades, tales caracterizaciones son menos controvertidas pero también menos específicas. Este sentido amplio es como tradicionalmente se utilizaba el término "filosofía" para abarcar varias disciplinas que hoy se consideran disciplinas distintas. Pero esto no refleja su uso contemporáneo. Muchas definiciones de la filosofía basadas en la ciencia se enfrentan a la dificultad de explicar por qué históricamente la filosofía no ha mostrado el mismo nivel de progreso que las ciencias. Algunos rechazan esta afirmación al enfatizar que la filosofía ha progresado significativamente, pero de una manera diferente y menos obvia. Otros admiten que este tipo de progreso no se encuentra en la filosofía y tratan de encontrar otras explicaciones por las que aún debe considerarse una ciencia.

### Como una verdadera ciencia
La relación más fuerte con la ciencia es postulada por definiciones que ven a la filosofía misma como una ciencia. Una de estas concepciones de la filosofía se encuentra en el movimiento fenomenológico, que considera la filosofía como una ciencia rigurosa. Desde este punto de vista, la filosofía estudia las estructuras de la conciencia, más específicamente, las esencias que se muestran en la conciencia y sus relaciones entre sí, independientemente de si tienen instancias en el mundo externo. Contrasta con otras ciencias en que no reflexionan sobre las esencias en sí mismas, sino que investigan si estas esencias se manifiestan en el mundo y de qué manera. Esta posición ya fue anticipada por Arthur Schopenhauer, quien sostiene que la filosofía solo se interesa por la naturaleza de lo que hay, pero no por las relaciones causales que explican por qué está ahí o qué llegará a ser. Pero esta definición de la filosofía basada en la ciencia que se encuentra en la fenomenología ha sido atacada en varios puntos. Por un lado, no parece ser tan rigurosamente científica como proclaman sus defensores. Esto se refleja en el hecho de que, incluso dentro del movimiento fenomenológico, todavía hay varios desacuerdos fundamentales que el método fenomenológico no ha podido resolver, lo que sugiere que la filosofía aún no ha encontrado una base epistemológica sólida. Por otro lado, diferentes formas de filosofía estudian varios otros temas además de las esencias y las relaciones entre ellas.
Otra concepción de la filosofía como ciencia se debe a Willard Van Orman Quine. Su perspectiva se basa en la idea de que no hay proposiciones analíticas, es decir, que cualquier afirmación puede ser revisada a partir de nuevas experiencias. Desde este punto de vista, tanto la filosofía como las matemáticas son ciencias empíricas. Se diferencian de otras ciencias en que son más abstractas al ocuparse de patrones empíricos de amplio alcance en lugar de observaciones empíricas particulares. Pero esta distancia a las observaciones individuales no significa que sus afirmaciones no sean empíricas, según Quine. Una perspectiva similar en el discurso contemporáneo se encuentra a veces en los filósofos experimentales, quienes rechazan el enfoque exclusivo de sillón y tratan de basar sus teorías en experimentos.
Ver la filosofía como una verdadera ciencia suele ir acompañada de la afirmación de que la filosofía ha alcanzado recientemente este estatus, por ejemplo, debido al descubrimiento de una nueva metodología filosófica. Tal punto de vista puede explicar que la filosofía es una ciencia a pesar de no haber progresado mucho: porque ha tenido mucho menos tiempo en comparación con las otras ciencias.

### Como una inmadura ciencia
Pero un enfoque más común es ver la filosofía no como una ciencia completamente desarrollada por sí misma, sino como una ciencia inmadura o preliminar. Georg Simmel, por ejemplo, la ve como una ciencia provisional que estudia las apariencias. Desde este punto de vista, un campo de investigación pertenece a la filosofía hasta que se haya desarrollado lo suficiente como para proporcionar un conocimiento exacto de los elementos reales que subyacen a estas apariencias. Karl Jaspers ofrece una caracterización similar al enfatizar los profundos desacuerdos dentro de la filosofía en contraste con las ciencias, que han alcanzado el estatus de conocimiento generalmente aceptado. Esto a menudo está relacionado con la idea de que la filosofía no tiene un dominio de investigación claramente demarcado, en contraste con las ciencias individuales: la demarcación solo ocurre una vez que una subdisciplina filosófica ha alcanzado su plena madurez.
Este enfoque tiene la ventaja de explicar tanto la falta de progreso de la filosofía como el hecho de que muchas ciencias solían formar parte de la filosofía antes de madurar lo suficiente como para constituir ciencias completamente desarrolladas. Pero las partes que aún pertenecen a la filosofía no han logrado hasta ahora un consenso suficiente sobre sus teorías y métodos fundamentales. Una disciplina filosófica deja de ser filosofía y se convierte en ciencia una vez que es posible el conocimiento definitivo de su tema. En este sentido, la filosofía es la partera de las ciencias. La filosofía misma no progresa porque la ciencia recién creada toma todo el crédito. Desde tal punto de vista, es incluso concebible que la filosofía deje de existir en algún momento una vez que todas sus subdisciplinas se hayan convertido en ciencias. Una desventaja importante de este punto de vista es que tiene dificultades para explicar la seriedad y la importancia de los logros de los filósofos, incluidos los que afectan a las ciencias. La razón de esto es que etiquetar a la filosofía como una ciencia inmadura implica que los filósofos son incapaces de realizar sus investigaciones de la manera adecuada. Otra desventaja de esta concepción es que la cercanía a la ciencia no encaja igualmente bien para todas las partes de la filosofía, especialmente en relación con la filosofía moral y política. Algunos incluso sostienen que es posible que la filosofía en su conjunto nunca supere su estado inmaduro, ya que los seres humanos carecen de las facultades cognitivas necesarias para dar respuestas basadas en evidencia sólida a las preguntas filosóficas que están considerando. Si este punto de vista fuera cierto, tendría la grave consecuencia de que hacer filosofía sería francamente inútil.

## Basado en el sentido, la comprensión y la clarificación
Muchas definiciones de la filosofía consideran que su principal tarea es la creación de sentido y comprensión o la clarificación de conceptos. En este sentido, la filosofía a menudo se contrasta con las ciencias en el sentido de que no se trata tanto de cómo es el mundo real, sino de cómo lo experimentamos o cómo pensamos y hablamos de él. Esto puede expresarse afirmando que la filosofía es "la búsqueda no del conocimiento sino de la comprensión". En algunos casos, esto toma la forma de hacer explícitas varias prácticas y suposiciones que antes estaban implícitas, de forma similar a como una gramática hace explícitas las reglas de un lenguaje sin inventarlas. Se trata de una forma de comprensión reflexiva de segundo orden que puede aplicarse a varios campos, no solo a las ciencias.
Los positivistas lógicos defienden una concepción de la filosofía basada en la clarificación y el sentido, ya que ven la "clarificación de problemas y afirmaciones" como la tarea principal de la filosofía. Según Moritz Schlick, por ejemplo, la filosofía se diferencia de las ciencias en que no pretende establecer un sistema de proposiciones verdaderas. En cambio, es la actividad de encontrar sentido. Sin embargo, esta actividad es bastante relevante para las ciencias, ya que la familiaridad con el sentido de una proposición es importante para evaluar si es verdadera. Una definición estrechamente relacionada es dada por Rudolf Carnap, quien ve la filosofía como la lógica de la ciencia, lo que significa que se ocupa de analizar conceptos y teorías científicas. Desde la perspectiva del atomismo lógico, esta clarificación toma la forma de descomponer las proposiciones en elementos básicos, que luego se correlacionan con las entidades que se encuentran en el mundo. Según este enfoque, la filosofía tiene un lado destructivo y otro constructivo. Su lado destructivo se centra en eliminar afirmaciones sin sentido que no son verificables por la experiencia ni verdaderas por definición. Esta posición a menudo está relacionada con la idea de que algunas oraciones, como las oraciones metafísicas, éticas o estéticas, carecen de sentido, ya que no pueden correlacionarse con elementos en el mundo que determinan si son verdaderas o falsas. En este sentido, la filosofía puede entenderse como una crítica del lenguaje que expone las expresiones sin sentido. Su lado constructivo, por otro lado, se refiere a la epistemología y la filosofía de la ciencia, a menudo con el objetivo de encontrar una ciencia unificada.
Otras concepciones de la filosofía coinciden en que tiene que ver con encontrar sentido y clarificar conceptos, pero se enfocan en un dominio más amplio, más allá de las ciencias. Por ejemplo, una concepción comúnmente encontrada en la tradición analítica equipara la filosofía con el análisis conceptual. En este sentido, la filosofía tiene como tarea principal aclarar el sentido de los términos que usamos, a menudo en forma de búsqueda de las condiciones necesarias y suficientes bajo las cuales un concepto se aplica a algo. Tal análisis no está interesado en si alguna entidad real cae bajo este concepto. Por ejemplo, un físico puede estudiar las causas de un determinado evento, mientras que un filósofo puede estudiar lo que queremos decir cuando usamos el término "causalidad". Este análisis puede aplicarse a los términos científicos, pero no se limita a ellos.
Desde la perspectiva de la filosofía del lenguaje ordinario, la filosofía tiene como tarea principal el análisis del lenguaje natural. Según Ludwig Wittgenstein, por ejemplo, la filosofía no es una teoría sino una práctica que toma la forma de una terapia lingüística. Esta terapia es importante porque el lenguaje ordinario está estructurado de forma confusa que nos hace susceptibles a todo tipo de malentendidos. Es tarea del filósofo descubrir las causas profundas de tales ilusiones. Esto a menudo toma la forma de exponer cómo los "problemas" filosóficos tradicionales son solo pseudoproblemas, disolviéndolos así en lugar de "resolverlos". Entonces, en un nivel teórico, la filosofía deja todo como está sin tratar de proporcionar nuevas ideas, explicaciones o deducciones.
El enfoque en la comprensión también se refleja en las tradiciones trascendentales y en algunas corrientes de la fenomenología, donde la tarea de la filosofía se identifica con hacer comprensible y articular la comprensión que ya tenemos del mundo, a veces denominada precomprensión o comprensión preontológica. La necesidad de tal investigación se expresa en la observación de San Agustín sobre la naturaleza del tiempo: "Sé muy bien lo que es, dado que nadie me lo pregunta; pero si me preguntan lo que es y trato de explicarlo, me desconcierta". Este tipo de comprensión es anterior a la experiencia en el sentido de que la experiencia de una cosa en particular no es posible sin alguna forma de precomprensión de esta cosa. En este sentido, la filosofía es una investigación trascendental de las condiciones a priori de posibilidad que subyacen tanto a la experiencia ordinaria como a la científica. Pero caracterizar la filosofía de este modo parece excluir muchas de sus subdisciplinas, como la ética aplicada.

## Otras
Se han propuesto varias otras definiciones de la filosofía. Algunas se centran en su papel en ayudar al practicante a llevar una buena vida: ven la filosofía como la práctica espiritual de desarrollar la capacidad de razonamiento a través de la cual se debe realizar algún ideal de salud. Tal visión de la filosofía ya se articuló explícitamente en el estoicismo y también ha sido adoptada por algunos filósofos contemporáneos. Una concepción estrechamente relacionada considera la filosofía como una forma de vida. Esto se basa en una concepción de lo que significa llevar una buena vida que se centra en aumentar la sabiduría a través de diversos tipos de ejercicios espirituales o en el desarrollo y uso de la razón. Tal perspectiva ya se puede discernir en la filosofía griega antigua, donde la filosofía se ve a menudo como el amor a la sabiduría. Según esta caracterización, la filosofía difiere de la sabiduría misma, ya que implica más la lucha continua por alcanzar la sabiduría, es decir, estar en camino hacia la sabiduría.
Un enfoque estrechamente relacionado considera que la tarea principal de la filosofía es el desarrollo y la articulación de cosmovisiones. Cosmovisiones son representaciones integrales del mundo y nuestro lugar en él. Van más allá de la ciencia al articular no solo hechos teóricos sobre el mundo, sino que también incluyen componentes prácticos y éticos, tanto a nivel general como específico. De este modo, las cosmovisiones articulan lo que importa en la vida y pueden guiar a las personas a vivir sus vidas en consecuencia. En el relato de la cosmovisión de la filosofía, la tarea de los filósofos es articular tales visiones globales, tanto sobre cómo se relacionan las cosas a gran escala como sobre la postura práctica que debemos tomar hacia ellas.
Otras concepciones de la filosofía se centran en sus aspectos reflexivos y metacognitivos. Una manera de enfatizar el carácter reflexivo de la filosofía es definirla como el pensamiento sobre el pensamiento. Otra caracterización de la filosofía que se encuentra a veces en la literatura es que, al menos en principio, ella no da por sentado ningún hecho y permite que se cuestione cualquier presuposición, incluidos sus propios métodos. Esto se refleja en el hecho de que la filosofía no tiene fundamentos sólidos sobre los que construir, ya que cualquier fundamento que un filósofo acepte puede ser cuestionado por otro. Sócrates identificó la filosofía con la conciencia de la propia ignorancia. Para Immanuel Kant, la investigación filosófica se caracteriza como "conocimiento obtenido por la razón a partir de conceptos" (Vernunfterkenntnis aus Begriffen). Según Georg Wilhelm Friedrich Hegel, la filosofía es la ciencia de la razón.